# タランチュラコモリグモ

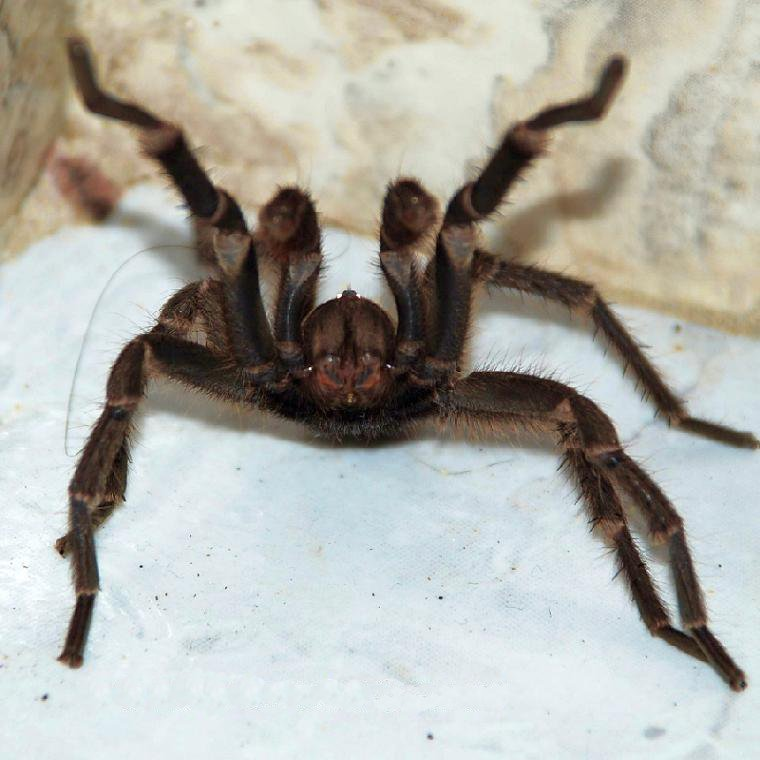
タランチュラ ブラジル

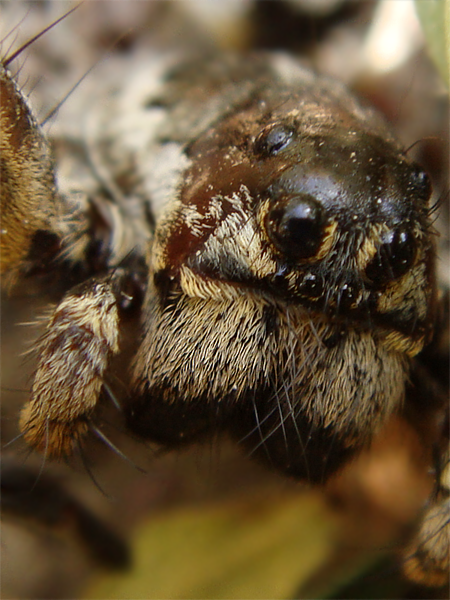
顔

タランチュラコモリグモ(Lycosa tarantula)は、イタリアのターラントの街の近くで見られるコモリグモである。タランチュラという名称が最初に当てはめられたのは本種であるが、現在一般的にタランチュラと呼ばれることが多いオオツチグモ科とは全く別の種である。
伝統的な迷信では、このクモに噛まれるとタランティズムと呼ばれる重い症状にかかると言われている。

## 概要
このクモは比較的大きく、メスは体長約27 mm、オスは体長約19 mmである。他のコモリグモと同様に、卵が孵化すると子供は母親の腹部に上り、独り立ちできるようになるまでその場所で過ごす。母親の保護から離れた後、子グモは分散し、巣穴を掘る。メスは一生をその巣穴で過ごすが、成熟したオスは穴から出て、つがいとなるメスを探す。オスは2年程度の寿命を持ち、性的に成熟するとほどなくして死ぬ。メスは4年以上生きることができる。冬季には巣穴で冬眠する。
夜行性であり、巣穴の入り口で餌を待ち伏せする。人間に興味を示して手の上を歩き回るハエトリグモなどとは異なり、コモリグモは大きな動物が近づいてくるとすぐに逃げる。非常に目が良く、逃げ足も速いため、気付かれずに近づいて捕まえるのは困難である。人間が気づかずにコモリグモと接触するということも滅多にない。

## タランティズム
このクモに噛まれた人間は、死を免れるためにある種の踊りに狂うと信じられている。この踊りはタランテラとして知られている。しかし実際は、このクモに噛まれても人間が重篤な症状を引き起こすことはなく、命にも関わらないことが知られている。

## 毒性
ウズグモ科以外の全てのクモが毒を持っている。毒はクモにとって、獲物を殺し、また自身の身を守るのに重要である。クモの毒は、餌となる昆虫を殺すことに特化して進化しており、哺乳類に対しては全く別の効果を示すことが多い。コモリグモ科の毒はヒトに対しては特に毒性がなく、ハチに刺されるほど痛くもない。
コモリグモの毒は毒性が弱く、また噛まれる機会も非常に小さいため、タランチュラコモリグモに噛まれた時の効果については、あまり研究されていない。

## 亜種
Lycosa tarantula carsica (Caporiacco, 1949) 